# Le Chevain
Le Chevain korábbi község Franciaország Loire mente régiójában, Sarthe megyében. 2017. január 1-jén Saint-Paterne korábbi községgel egyesült és az így létrejött Saint-Paterne - Le Chevain új község része lett.
Lakosainak száma 572 fő (2018. január 1.). Le Chevain Cerisé, Alençon, Chenay és Saint-Paterne községekkel határos.

## Népesség
A település népességének változása:
| Lakosok száma | 606  | 592  | 577  | 572  |
|               | 2013 | 2015 | 2017 | 2018 |